# Goldfinger (1964.)
Goldfinger je treći film o britanskom tajnom agentu  Jamesu Bondu i treći sa  Seanom Conneryjem u glavnoj ulozi. Film su producirali Albert R. Broccoli i Harry Saltzman, a bio je prvi od četiri filma iz serijala koje je režirao Guy Hamilton. Radnja filma koncentrirana je na Bondove pokušaje zaustavljanja Aurica Goldfingera, zlatom opsjednutog tajkuna koji pokušava detonirati otrovnu bombu unutar Fort Knoxa, kako bi ozračio zlatne rezerve i povećao vrijednost svojih dionica.
Film je bio prvi blockbuster iz serijala i model za sve buduće Bond filmove. Ušao je u filmsku povijest premašivši zaradom troškove produkcije u rekordnom vremenu iako je budžet za ovaj film bio koliki i za dva prethodna filma zajedno. Osim toga, Goldfinger je bio prvi Bond film u kojem je pop-zvijezda pjevala naslovnu temu, što će se ponoviti na svakom Bond filmu osim u U službi njenog Veličanstva.

## Produkcija
Goldfinger bio je prvi film iz serijala koji je uz visoki budžet mogao koristiti visoku tehnologiju, što će postati poveznica svim ostalim filmovima iz serijala. Goldfinger je za tadašnje prilike imao veliki budžet od tri milijuna dolara, a bio je prvi film o Jamesu Bondu koji se smatrao box-office blockbusterom. Richard Maibaum, koji je adaptirao dva romana  Iana Fleminga za prva dva filma - Dr. No i Iz Rusije s ljubavlju - vratio se kako bi adaptirao sedmi roman o Jamesu Bondu, zajedno s dobitnikom Oscara, scenaristom  Paulom Dehnom.
Snimanje filma počelo je 20. siječnja 1964. u Miamiju, na  Floridi,u hotelu Fontainebleau. Sean Connery nikad nije putovao u SAD tijekom snimanja nego je sve svoje scene snimio u studijima Pinewood u Londonu, gdje je u travnju 1964. izgrađena replika hotela Fontainebleau. Fleming je posjetio set Goldfingera, ali je ubrzo umro, u kolovozu 1964.

## Radnja
U uvodnoj sekvenci, Bond uništava bazu  meksičkih narko-dilera plastičnim eksplozivom te likvidira ubojice poslane da ubiju njega. Priča filma počinje u Miamiju, na  Floridi, SAD, s agentom CIA-e Felixom Leiterom koji dostavlja Bondu poruku od M da nadgleda Aurica Goldfingera. Bond razotkriva Goldfingera kako vara na kartama uz pomoć svoje asistentice Jill Masterson, koja mu radiom javlja koje karte ima njegov protivnik. Nakon što mu je poremetio shemu i prislio ga da izgubi, Bond i Jill počinju voditi ljubav u njegovom apartmanu. Nakon toga, kako Bond donosi svježi šampanjac iz kuhinje, obara ga Oddjob, Goldfingerov  korejski sluga, dok je Jill ugušena nakon što su je cijelu prekrili zlatom.
U Londonu Bond doznaje kako je prava svrha njegove misije otkriti kako Goldfinger transportira zlato u inozemstvu. Sastaje se s Goldfingerom na igralištu za golf gdje pokušavaju igrati na velike uloge. Goldfinger vara, ali Bond shvaća i zamjenjuje njegovu lopticu prisilivši ga da izgubi. Nakon što je podmirio dug, Goldfinger upozorava Bonda da mu se ne miješa u posao tako što Odjobb odrubljuje glavu jednom kipu svojim šeširom obrubljenim čelikom. Bond postavlja uređaj za praćenje na Goldfingerovo auto i počinje ga pratiti u  Švicarsku, gdje upoznaje Tilly Masterson, Jillinu sestru, koja pokušava snajperom ubiti Goldfingera. Kad je počela bježati, Bond je sustiže i probuši joj dvije gume na autu specijalnom napravom na svom Aston Martinu DB5.
Kad je pregledavao Goldfingerov pogon, načuo je njegov razgovor s agentom o "Operaciji Grand Slam". Napuštajući pogon, nailazi na Tilly koja drugi put pokušava ubiti Goldfingera, ali slučajno aktivira alarm. Tijekom njihova bijega, Odjobb slomi Tillyn vrat svojim šeširom. Bond se pokušava odvesti autom iz pogona, ali se zbunjuje slikom u zrcalu istog auta koji juri prema njemu te se zabija, nakon čega ga hvataju Goldfingerovi ljudi. Privezan je za zlatnu ploču ispod industrijskog lasera, koji je postavljen tako da polako reže ploču napola, pa tako i samog Bonda. Počinje im lagati da će ga zamijeniti drugi 00 agent koji ima iste informacije kao i on. Goldfinger shvaća kako ne smije riskirati s novim, nepoznatim agentom te da će imati manje nevolja ako uvjeri Bondove nadređene da Bond dobro napreduje na misiji, dok će u međuvremenu Bonda držati neutraliziranog. Daje Bonda uspavati.
Bond se budi u Goldfingerovu privatnom avionu, koji vozi Goldfingerova pilotkinja Pussy Galore. Ona mu kaže kako idu na Goldfingerovo uzgajalište konja u Kentuckyju, blizu Fort Knoxa. Tijekom leta, on aktivira uređaj za praćenje u petu svoje lijeve cipele; Leiter očitava signal i počinje pratiti Bonda. Nakon slijetanja, Bonda zatvaraju u konjušnicu, gdje se Goldfinger sastaje s američkim mafijašima kako bi preuzeo materijal potreban za Operaciju Grand Slam. Bond uspijeva pobjeći i počinje slušati razgovor. Goldfinger namjerava ubiti vojnike u Fort Knoxu otrovnim plinom; na kraju sastanka, njegovi ljudi ubijaju plinom mafijaše. Pussy Galone i čuvari ponovno zatvaraju Bonda i vraćaju ga u njegovu ćeliju. Bond i Goldfinger raspravljaju o detaljima Operacije Grand Slam. Kako treba dosta vremena da se ukrade zlato, Goldfinger namjerava ozračiti trezor "nuklearnom napravom" kako bi američko zlato učinio bezvrijednim na 60 godina i povećao vrijednost vlastitih zlatnih dobara.
Kako Operacija Grand Slam počinje, žene piloti iz Galoneovog letećeg cirkusa počinju ispuštati plin iznad Fort Knoxa na tisuće vojnika i i civila. Prethodno je, međutim, Bond naveo Pussy Galone da nesvjesno kontaktira CIA-u, koja je zamijenila otrovni plin onim neškodljivim. Goldfingerova osobna  kineska vojska uništava ulazna vrata eksplozivom, a onda laserom vrata trezora. Vani, svi vojnici iz Fort Knoxa, koji su glumili da su mrtvi, bude se kako bi se suprotstavili Goldfingerovim snagama. Goldfinger, prerušen u pukovnika, uspijeva pobjeći.
U trezoru, Bond ubija Odjobba, i uzaludno pokušava deaktivirati atomsku napravu, ali je na kraju uspijeva deaktivirati bombaški specijalist koji je došao s Leiterom: zaustavlja timer na sedam sekundi pa on pokazuje "007". Nakon što je spasio Fort Knox, Bond se treba sastati s Predsjednikom. Bondov avion otima Goldfinger, koji pokušava pobjeći na  Kubu. Bond i Goldfinger pokušavaju dohvatiti pištolj, koji opuca, razbivši prozor nakon čega se poremećuje tlak u kabini. Bond se uspijeva zaržati, ali Goldfingera tlak povlači kroz mali prozor. Avion počinje padati, ali prije samog udara Bond iskače padobranom, spasivši pilota Galorea, i sretno se spušta na plažu.

## Glumci
- Sean Connery - James Bond
- Honor Blackman - Pussy Galore
- Gert Frobe - Auric Goldfinger
- Shirley Eaton - Jill Masterson
- Tania Mallet - Tilly Masterson
- Harold Sakata - Odjobb
- Bernard Lee - M
- Cec Linder - Felix Leiter
- Lois Maxwell - Gđica. Moneypenny
- Desmond Llewelyn - Q

### Casting
Gert Fröbe izabran je za ulogu negativca Aurica Goldfingera jer su producenti Saltzman i Broccoli vidjeli njegovu izvedbu u njemačkom filmu, kao psihopata i zlostavljača djece. U filmu, Goldfingerova opsjednutost poviješću  nacističkog zlata otkrivena je kad se Bond kladio s njim u visoki ulog, povijesnu nacističku zlatnu polugu, čega nema u romanu (partija golfa igra se za visoki novčani ulog). Kako Fröbe nije govorio engleski, na njegovu izvedbu je nadosnimljen glas glumca Michaela Collinsa.
Honor Blackman izabrana je za glavnu žensku ulogu Pussy Galone djelomično zbog njezine slave iz uloge u filmu Osvetnici. Zabrinuti zbog cenzure, producenti su htjeli promijeniti ime lika Pussy Galone u "Kitty Galone". Zadržali su originalno ime kad su engleske novine počele nazivati Honor Blackman kao "Pussy" tijekom pret-produkcije. Pussyno ime odnosilo se na njezino vodstvo cirkuske grupe provalnica, žena-mački, amazonskih lezbijki akrobatkinja (zvanih "akrobatkinje") u romanu, ali ta veza nije odgovarala filmskoj verziji.
Redatelj Guy Hamilton vidio je  olipmpijskog osvajača srebrne medalje, hrvača Harolda Sakatu na hrvačkom natjecanju i odmah ga uzeo u obzir za ulogu Oddjoba. Jack Lord prvo je bio izabran za ulogu Felixa Leitera, kao i u prvom filmu o Jamesu Bondu, Dr. No. Zamijenjen je u zadnji trenutak zbog sukoba oko povećanja honorara i izjednačavanja plaće s Conneryjem, sukoba oko rasporeda, a ni producenti nisu htjeli da reprizira Leiterovu ulogu, bojeći se da bi mogao zasjeniti Conneryja.

## Zarada i reakcije
Goldfinger je u  Velikoj Britaniji objavljen 17. rujna 1964., a 21. prosinca 1964. u SAD-u. 3 milijuna dolara uloženih u produkciju vraćena su u dva tjedna, a film je srušio box-office rekorde u mnogim zemljama. Goldfinger je ušao u Guinessovu knjigu rekorda kao film koji je najbrže ostvario najveću zaradu. Film je ukupno zaradio 51,081,062 dolara u SAD-u. Privremeno je bio zabranjen u Izraelu jer je Gert Fröbe dovođen u vezu s  Nacističkom strankom. Zabrana je ukinuta godinama kasnije kad je jedna židovska obitelj javno zahvalila Fröbeu što ih je štitio za vrijeme  Drugog svjetskog rata.

### Nagrade
Na dodjeli Oscara 1965., Norman Wanstall dobio je nagradu za montažu zvuka za Goldfinger. Skladatelj John Barry bio je nominiran za nagradu Grammy za najbolji filmski broj. Ken Adam bio je nominiran za nagradu BAFTA za scenografiju.

## Vanjske poveznice
- Goldfinger u internetskoj bazi filmova IMDb-a
- Goldfinger na Rotten Tomatoes
- Goldfinger na Box Office Mojo
- MGM's site on Goldfinger
- Snopes.com on dying by gilding